# Nematobola candescens
Nematobola candescens är en fjärilsart som beskrevs av Edward Meyrick 1892. Nematobola candescens ingår i släktet Nematobola och familjen spinnmalar. Inga underarter finns listade i Catalogue of Life.